# Евразийские кочевники

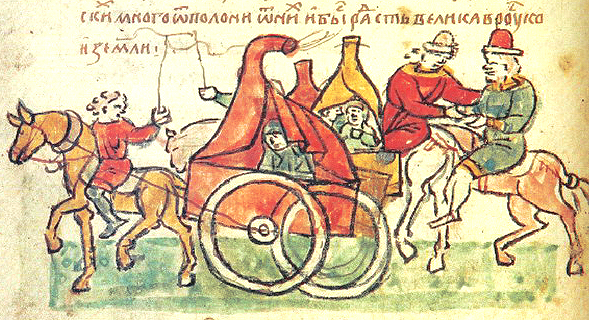
Половцы. Миниатюра из Радзивилловской летописи

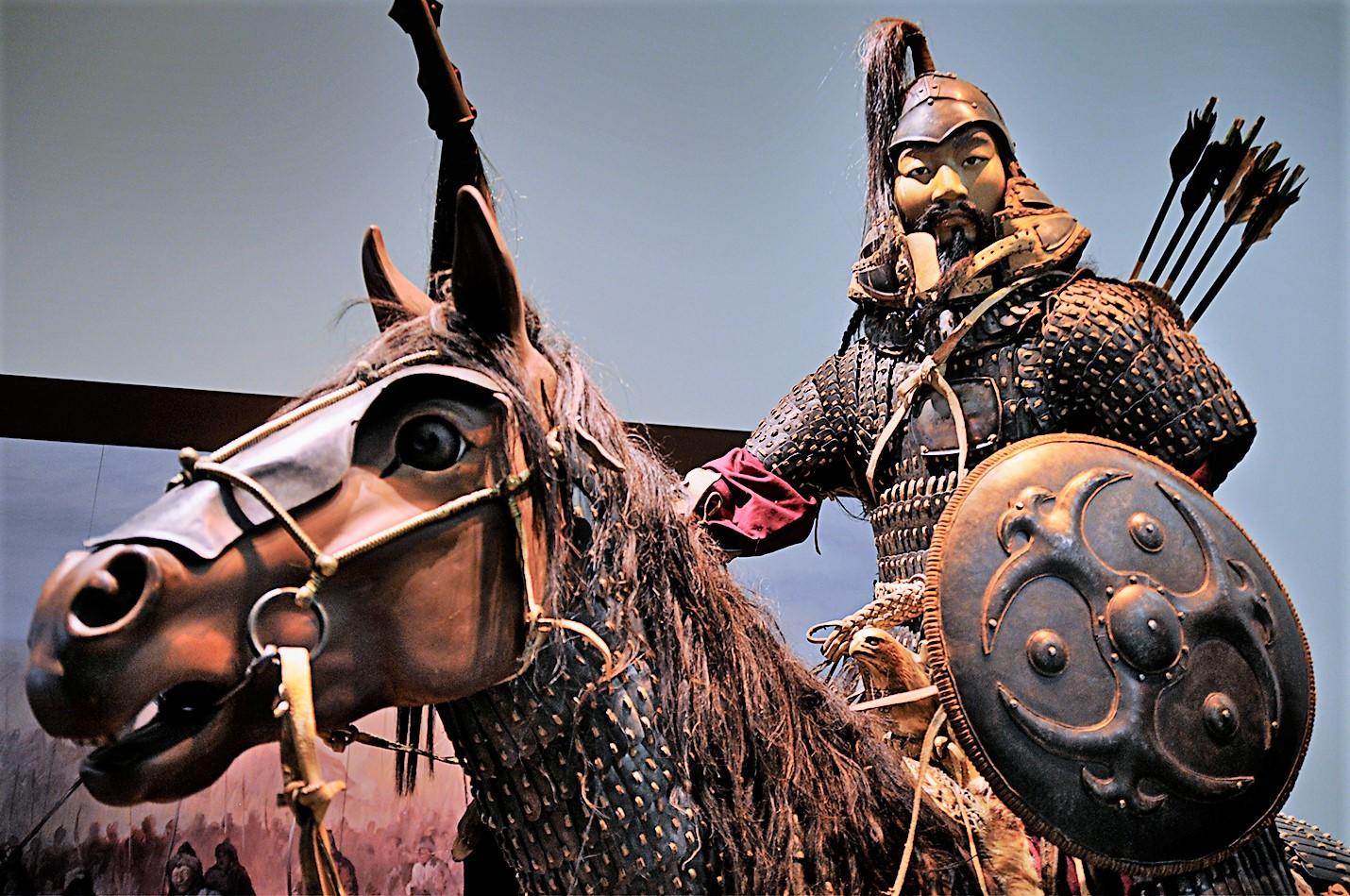
Реконструкция воина времён Монгольской империи

Евразийские кочевники представляют собой обширную группу людей Евразийской Степи, её восточных (Восточный Дешт-и-Кыпчак) и западных областей (Западный Дешт-и-Кыпчак). Кочевники (степняки, половцы, кипчаки, татары) — это общее название, собирательное для группы жителей степей в Центральной Азии, Монголии и Восточной Европе. Они сумели одомашнить лошадь, и в своей экономике и культуре делали ставку на коневодство и верховую езду. Кочевые племена изобрели колесницу, кавалерию и конного лучника, ввели такие инновации как узда, хомут и некоторые другие. В истории часто упоминаются как завоеватели Европы, Анатолии и Китая. В англоязычной литературе встречается выражение Horse people, то есть Конные люди, Конники, Всадники, Наездники. Это пример одного из множества обобщающий терминов, с помощью которых ученые пытались и до сих пор пытаются исследовать, описать и осмыслить жизнь человечества в мире Бескрайней Степи с древнейших времёни и до наших дней.
По мнению Фернана Броделя кочевники Старого Света это уникальный пример долгого паразитирования «варваров» над более технологически и организационно развитыми цивилизованными народами. Малейшие изменения окружающей среды приводили к цепной реакции массового движения кочевых народов на запад на страны Европы или на восток на страны Азии, при этом направление движения по мнению Фернана Броделя зависела от степени сопротивления со стороны оседлых народов. Начало конца кочевых набегов было положено в 80-е годы XVII века, когда Китай смог установить надежную охрану границ и китайцы начали активно заселять Монголию, Туркестан и Тибет. Одновременно Китай захватил Маньчжурию, а Нерчинский договор ознаменовал разделение владений Китая и России на Амуре. Под давлением Китая кочевники двинулись на запад через Джунгарские ворота. Однако в этот раз кочевники вместо пустого пространства встретили сопротивление России времен Петра первого. Ещё в течение столетия на границах России происходили постоянные стычки с кочевниками, но в этот раз порох и пушки оказались сильнее главного преимущества кочевников — быстроты и мобильности. Победа России ещё до окончания XVIII века окончательно завершила эпоху набегов кочевников на оседлые цивилизации Евразии.
По данным Юрия Васильевича Емельянова кочевники всегда уступали оседлым земледельческим народам в численности. Население центральноазиатских степей по оценкам Льва Гумилева колебалось от 0,4 миллиона в III веке нашей эры до 1,3 миллиона человек в XIII веке нашей эры (для сравнения по оценкам И. Захарова население Китая в 1 веке нашей эры составляло около 60 миллионов человек), а например хунны по подсчетам Л. Н. Гумилева сражались с Китаем в соотношении 1 к 20. Общая численность кочевников в XV-XVI веках по некоторым оценкам составляла сотни тысяч человек, а от Волги до Монголии в конце XIX века оценивается в 3-4 миллиона человек.
Взаимодействие стран современной Великой Европы со Степью и её людьми прослеживается с древнейших времён. Так Римская армия нанимала сарматов в качестве элитных кавалеристов. Европа подвергалась воздействию нескольких волн вторжения кочевых народов, от киммерийцев в VIII веке до н. э., до Великого переселения народов, и монголов с сельджуками в период высокого Средневековья, и заканчивая калмыками, киргизами и позже казахами в современную эпоху. Наиболее ранним примером вторжения кочевников могут служить сами Протоиндоевропейцы (см. Курганная гипотеза). Киммерийское вторжение — это первое вторжение наездников, степных кочевников, о котором мы знаем из исторических источников.
Понятие «horse people» было до некоторой степени важно в XIX веке в образовательном плане. В сочетании с повторным открытием культуры Германской мифологии в эпоху романтизма (см. Возрождение викингов). Готы были идеализированы и частично выступали как героические всадники (horse-people). Рохирримы из произведений Дж. Р. Р. Толкина могут быть описаны как идеализированный германский народ, находящийся под влиянием этих романтических идей.
Кочевники могут быть разделены на несколько больших групп по языковому признаку:
- Индоевропейцы
- Алтайцы
  - Монголы
  - Тунгусо-маньчжуры
  - Тюрки
  - Японо-рюкюсцы
  - Корейцы
  - Айны
  - Нивхи
- Уральцы
  - Самодийцы
  - Финно-Угры

Хронологический список:
- Железный век/Классическая античность
  - Киммерийцы | Исседоны / Усуни | Парфяне / Парны | Саки (племена) / Исседоны / Массагеты / Скифы / Сарматы | Сяньби | Хунну | Юэчжи / Эфталиты

- Великое переселение народов
  - Аланы | Авары | Гепиды | Готы | Гунны | Руги

- Средние века
  - Башкиры | Буртасы | Булгары | Чжурчжэни | Калмыки | Хазары | Кимаки | Кыпчаки | Мадьяры | Монголы | Ногайцы | Печенеги | Сельджуки | Славяне | Татары

- Современная эпоха
  - Калмыки | Казахи | Киргизы | Каракалпаки | Цыгане